# Гибодусы
Гибо́дусы (лат. Hybodus ← др.-греч. ὗβος «горб» + ὀδούς «зуб») — род вымерших хищных хрящевых рыб, похожих на акул, из семейства Hybodontidae отряда гибодонтообразных, живших 298,9−66,0 млн лет назад. Достигали длины около 2 м. Ископаемые остатки найдены в Азии, Европе, Северной Америке.

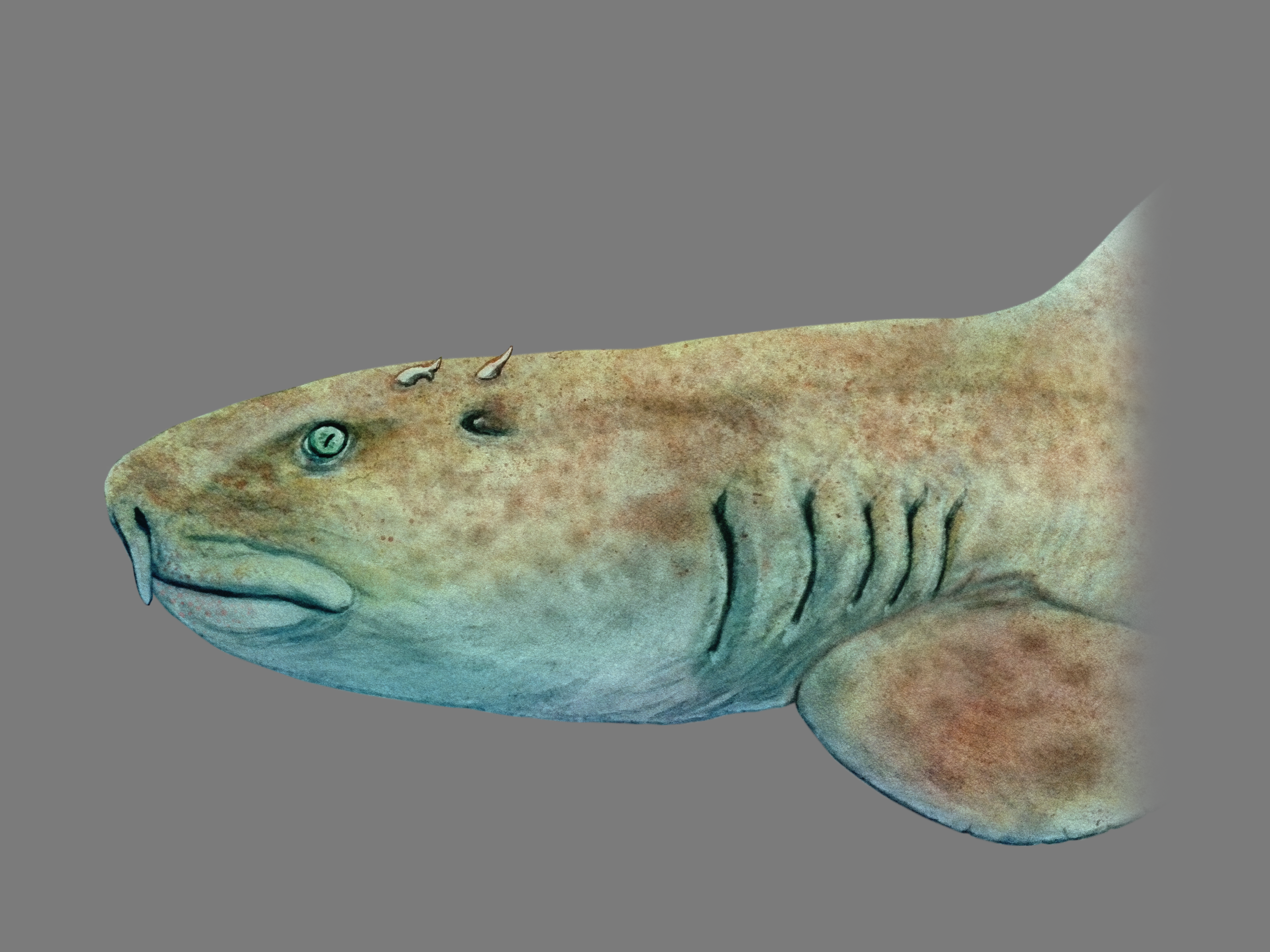
Реконструкция головы

## Описание
Скелет всех гибодонтообразных состоит из хряща, поэтому плохо поддается окаменению. Палеонтологи, однако, обнаружили несколько хорошо сохранившихся скелетов гибодусов. У них было небольшое тело классической торпедообразной формы, и два спинных плавника, помогавших рыбам менять направление движения. Передний колючий спинной плавник мог служить рыбе средством защиты: если её собирался проглотить более крупный хищник, она поднимала спинной плавник и его острый шип вонзался в нёбо врага. Особой быстротой плавания гибодусы, по-видимому, не отличались, но их добычу составляли, в основном, мелкие и медленно передвигающиеся животные.
Небольшой рот не предназначался для умерщвления крупных жертв; скорее всего, пищу гибодусов составляли мелкие животные. В челюстях сидели зубы двух типов: острые, которыми гибодусы схватывали скользких рыб, и сильно уплощённые — ими они раздавливали раковины моллюсков и панцири морских ежей.
Учитывая большое количество мест, где были найдены зубы, и спинные шипы гибодуса, эти рыбы были обитателями всех океанов Земли на протяжении многих десятков миллионов лет (с пермского по меловой период).

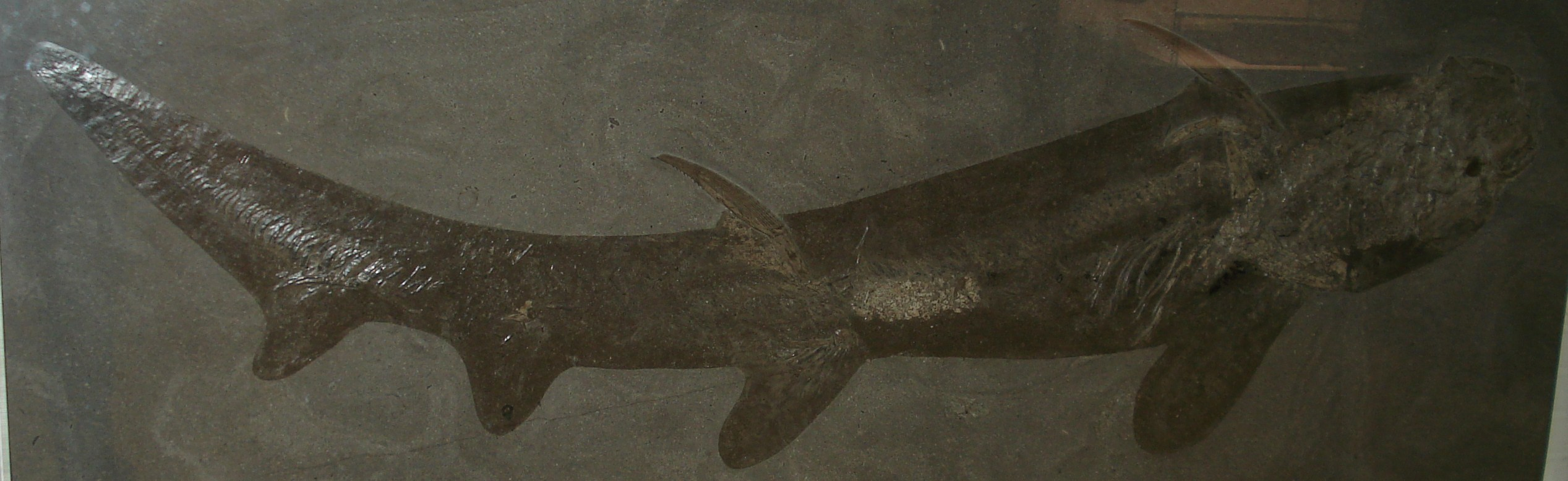
Hybodus hauffianus

## Классификация
По данным сайта Fossilworks, на январь 2017 года род включает до 66 вымерших видов:

| - Hybodus acutus Agassiz, 1837 - Hybodus aequitridentatus Cuny et al., 2008 - Hybodus angulatus Münster, 1841 - Hybodus angustus Agassiz, 1843 - Hybodus antingensis Liu, 1962 - Hybodus apicalis Agassiz, 1837 - Hybodus austiensis Davis ,1881 - Hybodus brabanticus Leriche, 1930 - Hybodus bugarensis Pla et al., 2013 - Hybodus butleri Thurmond, 1971 - Hybodus carinatus Agassiz, 1837 - Hybodus cloacinus Quenstedt, 1858 - Hybodus copei Hay, 1899 - Hybodus crassispinus Agassiz, 1837 - Hybodus crassus Agassiz, 1837 - Hybodus curtus Agassiz, 1837 - Hybodus cuspidatus Agassiz, 1843 - Hybodus delabechei Charlesworth, 1839 - Hybodus dimidiatus Agassiz, 1837 - Hybodus dorsalis Agassiz, 1837 - Hybodus dubius Agassiz, 1843 - Hybodus ensatus Agassiz, 1837 - Hybodus ensensis Woodward, 1916 - Hybodus formosus Agassiz, 1837 - Hybodus grewingki Dalinkevicius, 1935 - Hybodus hauffianus Fraas, 1895 - Hybodus hexagonus Münster, 1841 - Hybodus houtienensis Young, 1940 - Hybodus huangnidanensis Wang, 1977 - Hybodus inflatus Agassiz, 1843 - Hybodus lawsoni Duff, 1842 - Hybodus leptodus Agassiz, 1837 | - Hybodus levis Woodward, 1889 - Hybodus leviusculus Agassiz, 1837 - Hybodus longiconus Agassiz, 1843 - Hybodus mackrothi Geinitz, 1861 - Hybodus major Agassiz, 1837 - Hybodus marginalis Agassiz, 1837 - Hybodus medius Agassiz, 1843 - Hybodus microdus Stensiö, 1921 - Hybodus mougeoti Agassiz, 1843 - Hybodus multiconus Jaekel, 1889 - Hybodus multiplicatus Jaekel, 1889 - Hybodus nevadensis Wemple, 1906 - Hybodus novus Henry, 1876 - Hybodus obtusus Agassiz, 1843 - Hybodus pinii Bassani, 1886 - Hybodus pleiodus Agassiz, 1837 - Hybodus plicatilis Agassiz, 1843 - Hybodus punctatus Davis, 1881 - Hybodus rapax Stensiö, 1921 - Hybodus raricostatus Agassiz, 1843 - Hybodus reticulatus Agassiz, 1837 - Hybodus sasseniensis Stensiö, 1921 - Hybodus shastensis Wemple, 1906 - Hybodus spasskiensis A. Minich, 1985 - Hybodus storeri Case, 1978 - Hybodus striatulus Agassiz, 1837 - Hybodus subcarinatus Agassiz, 1837 - Hybodus sublaevis Agassiz, 1843 - Hybodus sulcatus Agassiz, 1837 - Hybodus tenuis Agassiz, 1837 - Hybodus undulatus Agassiz, 1843 - Hybodus yohi Yang et al., 1984 - Hybodus zuodengensis Yang et al., 1984 |